# North Valley, Novi Meksiko
North Valley je popisom određeno mjesto u okrugu Bernalillu u američkoj saveznoj državi Novom Meksiku. Prema popisu stanovništva SAD 2010. ovdje je živjelo 11.333 stanovnika. Dio je albuquerqueanskog metropolitanskog statističkog područja. 
Drugo ime za North Valley je North Albuquerque.

## Zemljopis
Nalazi se na 35°10′17″N 106°37′24″W / 35.17139°N 106.62333°W (35.171491, -106.623256). Prema Uredu SAD-a za popis stanovništva, zauzima 18,24 km2 površine, od čega 18,17 suhozemne.
Iz dvorišta u North Valleyu može se gledati međunarodni balonski festival u Albuquerqueu (Albuquerque International Balloon Fiesta).

## Klima
Podneblje North Valleya je aridno, BSk prema Köppenovoj klasifikaciji.
Ljeto je ovdje vrućih vjeta i niske vlage, svojstvene pustinjskom jugozapadu. Monsunska sezona obično počinje u razdoblju zadnjeg tjedna lipnja do prvog tjedna srpnja i traje sve do sredine ili zadnjeg tjedna rujna, ovisno o godišnjem intenzitetu vlažnog zraka koji dođe iz Kalifornijskog zaljeva. Najviše su temperature od 32 do 38 °C, a najniže temperature ljeti su od 16 do 21 °C.

## Stanovništvo
Prema podatcima popisa 2010. ovdje je bilo 11.333 stanovnika, 4550 kućanstava od čega 2981 obiteljskio, a stanovništvo po rasi bili su 70,9% bijelci, 0,6% "crnci ili afroamerikanci", 3,0% "američki Indijanci i aljaskanski domorodci", 0,6% Azijci, 0,1% "domorodački Havajci i ostali tihooceanski otočani", 20,7% ostalih rasa, 4,1% dviju ili više rasa. Hispanoamerikanaca i Latinoamerikanaca svih rasa bilo je 59,2%.